# SIKON ISAF 4
SIKON ISAF 4 je bil četrti kontingent Slovenske vojske, ki je deloval v sklopu misije ISAF med avgustom 2005 in februarjem 2006.
Poveljnik kontingenta je bil major Peter Palčič; nastanjeni so bili v Camp Arena (Herat, Afganistan).

## Zgodovina
Večina kontingenta je delovala v Campu Arena in v mestu Herat.

## Sestava
V kontingentu je delovalo 58 pripadnikov:
- 47 v Camp Arena in
- 11 v Kabulu (2 v poveljstvu Isafa, 7 gasilcev in 2 veterinarja).